# Похвальский, Казимир
Казими́р Похва́льский (пол. Kazimierz Pochwalski; 25 декабря 1855[…], Краков — 7 сентября 1940, Краков) — польский художник.

## Биография
Родился в семье потомственного краковского художника Юзефа Каспара Похвальского. Старший брат художника Владислава Похвальского.
Казимир Похвальский известен в первую очередь как замечательный портретист, мастер репрезентативного портрета — преимущественно выдающихся деятелей культуры, науки и политики (Г.Сенкевич, Ю. И. Крашевский, А. М. Голуховский, Теодор Герцль и другие). Писал также полотна на религиозную тематику, оставил после себя эскизы пейзажей, цветов, натюрмортов.
В период с 1871 по 1879 учился в краковской Школе изящных искусств у Яна Матейко, затем оттачивал мастерство в мюнхенской Академии (1877—1878), в Вене и в Париже. В 1885—1893 годах жил в Кракове, был учителем художницы Ольги Бознанской. Входил в дирекцию краковского Товарищества друзей изящных искусств. Совершил путешествие на Восток, побывал в Греции, Турции и Египте, а также в Италии. Был придворным художником при Императорском дворе в Вене, в 1894—1918 годах К. Похвальский — профессор в венской Академии. В 1919 году художник возвращается в Польшу, где создаёт много портретов, в том числе официальных лиц.
Похоронен на Раковицком кладбище в Кракове.